# Ewangelicki Kościół Augsburskiego Wyznania w Republice Czeskiej

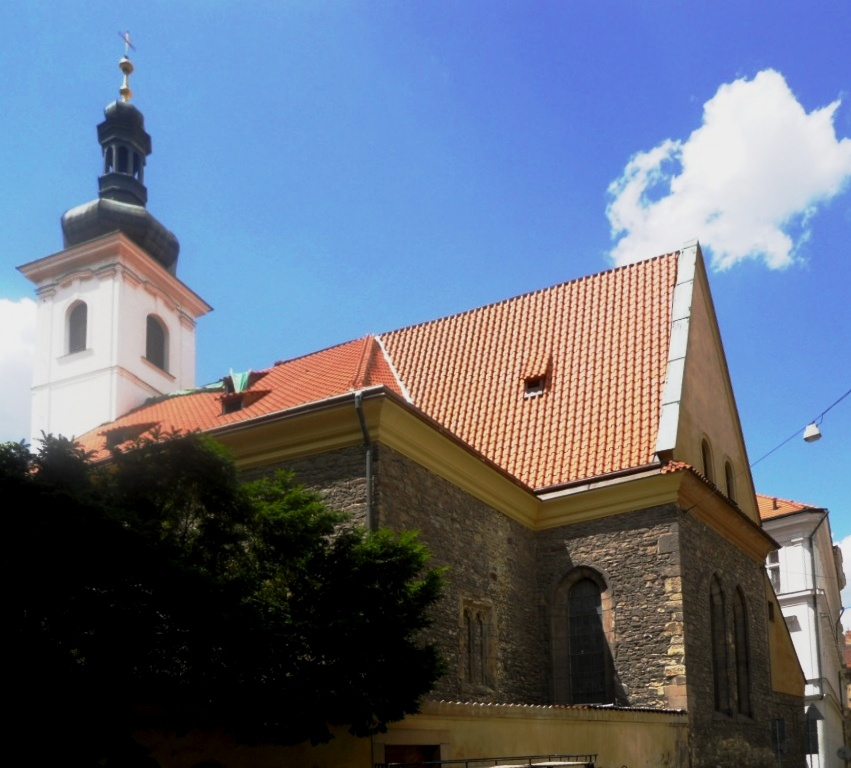
Kościół świętego Michała w Pradze

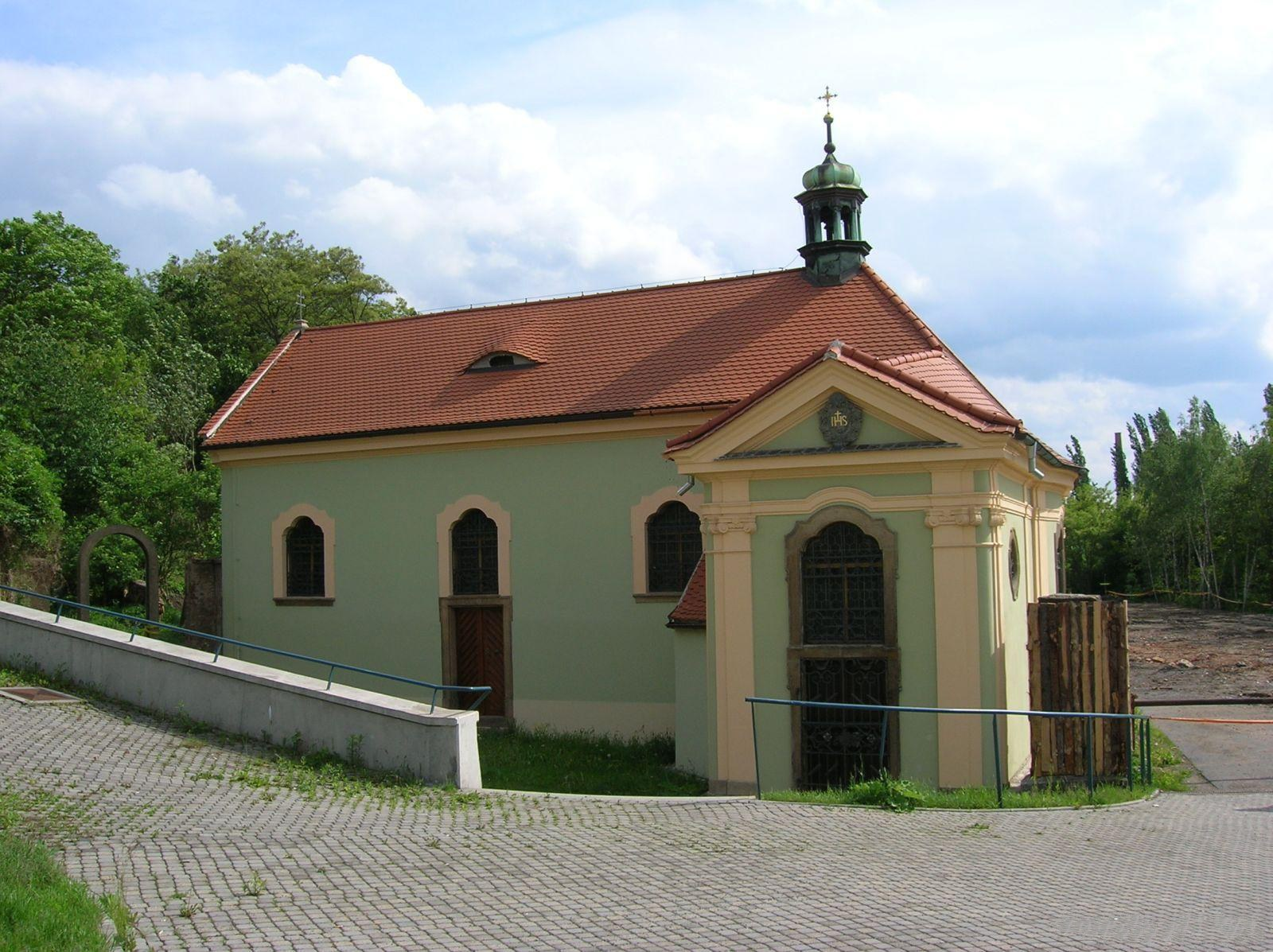
Kościół Najświętszego Imienia Jezus w Pilźnie

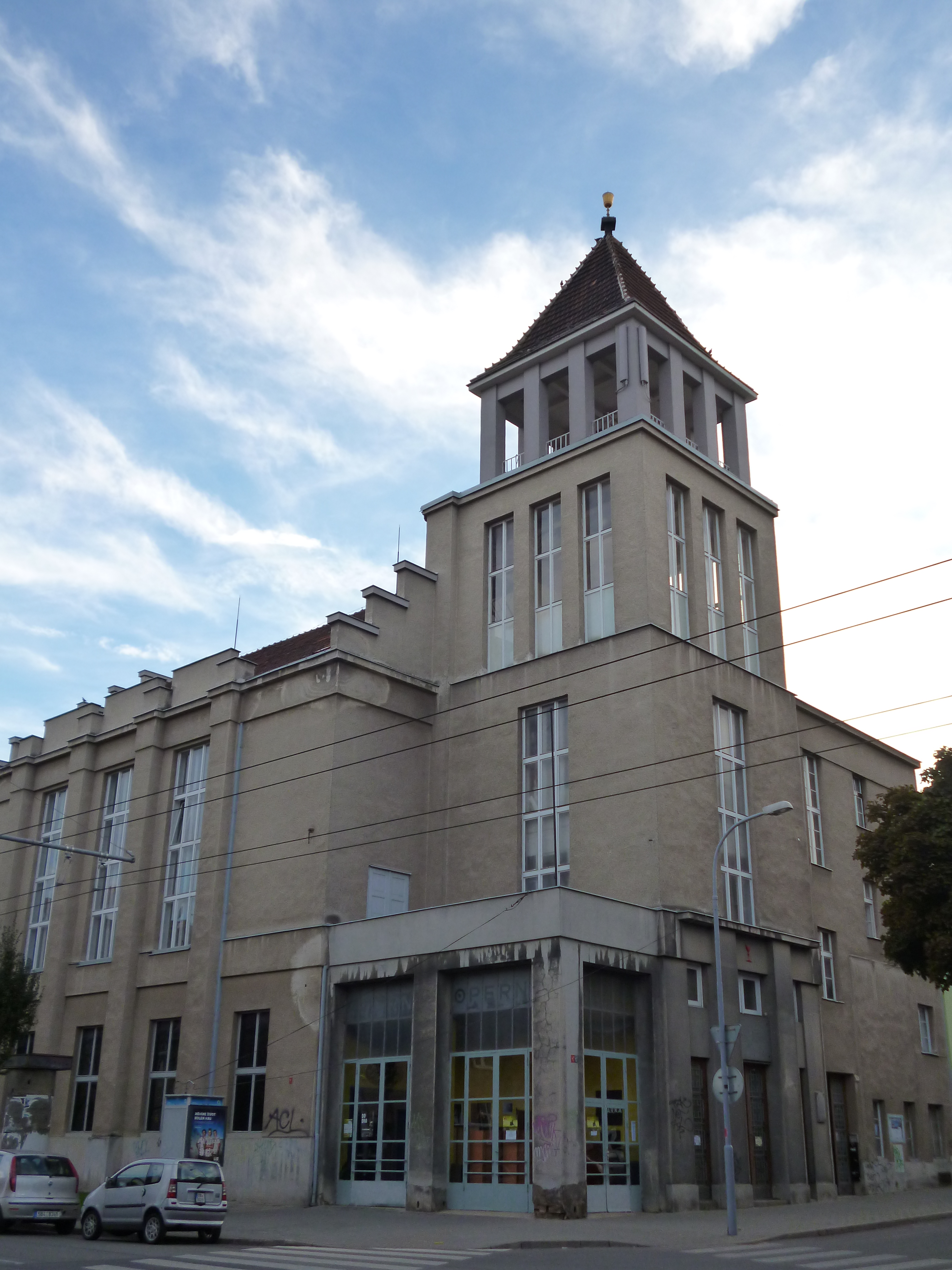
Budynek zboru Czechosłowackiego Kościoła Husyckiego w Brnie

Ewangelicki Kościół Wyznania Augsburskiego w Republice Czeskiej (cz. Evangelická církev augsburského vyznání v České republice, ECAV v ČR) – niezależny, samorządny kościół luterański, opierający się na wyznaniu augsburskim. Powstał po rozpadzie Czeskiej i Słowackiej Republiki Federacyjnej w 1993 roku poprzez transformację Słowackiego Ewangelickiego Zboru Wyznania Augsburskiego w Pradze. Jest członkiem Ekumenicznej Rady Kościołów w Republice Czeskiej i współpracuje z siostrzanymi kościołami w Europie. Czeskie zbory kładą nacisk na naukę Lutra i liturgię.

## Historia
Po powstaniu Republiki Czechosłowackiej w 1918 r. duża liczba słowackich ewangelików zamieszkiwała Pragę oraz inne części ziem historycznych Czech. Uczestniczyli oni w życiu liturgicznym różnych miejscowych parafii ewangelickich. Liczba imigrantów słowackich wzrosła po 1939 r., kiedy wiele małżeństw mieszanych musiało opuścić Słowację. Duża fala wyjazdów Słowaków do Czech nastąpiła również po II wojnie światowej. Osiedlili się oni w szczególności w regionach przygranicznych. 
Słowacki Zbór Ewangelicki w Pradze został założony w 1947 r. Dla jego potrzeb pozyskano kościół św. Michała na Nowym Mieście, należący przed wojną do Niemieckiego Kościoła Ewangelickiego. Zbór pozostawał częścią senioratu bratysławskiego Kościoła Ewangelickiego Wyznania Augsburskiego na Słowacji.
W efekcie podziału Czechosłowacji na dwa samodzielne państwa w 1993 r., zbór słowacki w Pradze dokonał rejestracji jako samodzielny kościół.
Dalszy rozwój kościoła związany jest z księdzem Jamesem Altonem Krikavą, duchownym Kościoła Luterańskiego Synodu Missouri. W 1994 r. założył w Pilznie organizację misyjną Myšlienky viery. Równocześnie zorganizował ewangelicką wspólnotę religijną, do której przeszli członkowie grupy misyjnej. Dzięki jego staraniom powstał też zbór angielskojęzyczny w Pradze.
Latem 2004 r. powstała czeskojęzyczna stacja kaznodziejska w Pradze, przekształcona jesienią 2005 r. w samodzielny zbór.
Stacja kaznodziejska w Brnie została założona w 2006 r., a od 1 stycznia 2010 r. funkcjonuje jako niezależny zbór. Nabożeństwa prowadzone są w budynku kościoła należącego do zboru Czechosłowackiego Kościoła Husyckiego Brno-Královo Pole.

## Organizacja
Podstawową jednostką ECAV v ČR jest zbór na czele z prezydium, które tworzą proboszcz oraz kurator zboru. Najwyższym organem zborowym jest Zgromadzenie Parafialne, w którym mogą uczestniczyć wszyscy jego pełnoletni członkowie. W czasie pomiędzy zgromadzeniami, zborem zarządza prezbiterium, w skład którego wchodzą proboszcz, kurator oraz wybrani prezbiterzy.
Najwyższym organem kościoła jest Synod, składający się z duchownych oraz świeckich delegatów. Kierownictwo kościoła stanowi superintendent oraz starszy konsystorz. Wewnętrzną kontrolę sprawuje komisja rewizyjna, wybierana przez Synod.
ECAV obecnie posiada pięć zborów: trzy w Pradze (słowacki, czeski i angielski), po jednym w Brnie i Pilźnie.
W celach informacyjnych wydaje dla swoich członków i sympatyków pismo "Evangelicus".

## Wierni
Według Spisu Powszechnego z 2011 roku do ECAV v ČR przynależało 6 632 wiernych.

## Współpraca
Ewangelicki Kościół Augsburskiego Wyznania jest członkiem Ekumenicznej Rady Kościołów w Republice Czeskiej oraz Czeskiego Towarzystwa Biblijnego.
Do grona jego kościołów partnerskich należą: Kościół Ewangelicki Wyznania Augsburskiego na Słowacji, Luterański Ewangelicki Kościół Augsburskiego Wyznania w Republice Czeskiej, Śląski Kościół Ewangelicki Augsburskiego Wyznania i Kościół Luterański Synodu Missouri.
Współpracuje również z czeskim Towarzystwem Ewangelickim oraz Towarzystwem Jána Kollára.